# Інститут рибного господарства НААН України

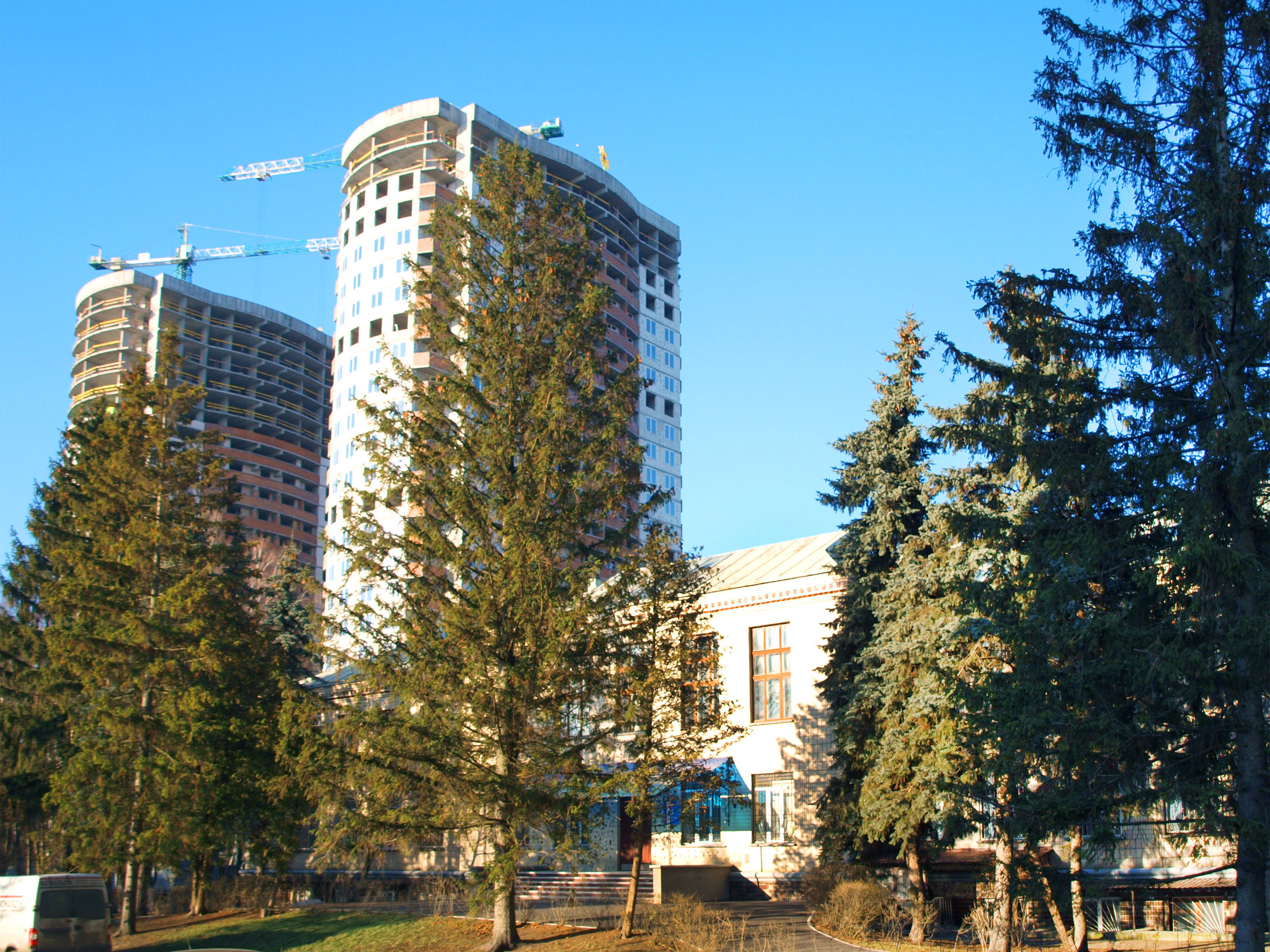
Інститут рибного господарства

Інститут рибного господарства Національної академії аграрних наук України — головна наукова установа, що визначає та розробляє перспективні напрями розвитку рибного господарства, координує та здійснює методичне керівництво науково-дослідними роботами з рибництва та рибальства на внутрішніх водоймах України.

## Історія Інституту
Інститут рибного господарства Національної академії аграрних наук України (ІРГ НААН) створено 1930 року на базі Київської дослідної станції рибництва. З цього часу його назва змінювалась від «Київського науково-дослідного Інституту ставового і озерно-річкового рибного господарства» (1944 р.), до «Українського науково-дослідного інституту рибного господарства» (УНДІРГ - 1945 р.)  і «Українського науково-виробничого об’єднання з рибництва та рибальства» (УкрНВО з рибництва та рибальства - 1986 р.), а вже з 1992 р.  за ним остаточно закріпилася сучасна назва.

## Керівництво Інституту
Директор Інституту Грициняк Ігор Іванович – доктор сільськогосподарських наук, професор, академік Національної академії аграрних наук України. Він є членом Ради директорів з питань міжнародного співробітництва Мережі наукових центрів аквакультури країн Східної і Центральної Європи (NACEE) [Архівовано 15 вересня 2016 у Wayback Machine.], бере активну участь в організації стажування українських спеціалістів у зарубіжних науково-дослідних установах і університетах. Грициняк І.І. є головним редактором наукового журналу «Рибогосподарська наука України», що видається в Україні з 2007 року (е-ISSN 2312-9581, ISSN 2075-1508, DOI: 10.15407/fsu). За досягнення в розвитку аквакультури Грициняку І. І. присуджено почесне звання «Заслужений працівник сільського господарства України», «Почесний працівник рибного господарства», «Лідер агропромислового виробництва». Він нагороджений орденом «За заслуги» ІІІ ступеня, орденом «Св. Володимира», орденом «Архістратига Михаїла», орденом «Георгія-Побідоносця», орденом «Христа-Спасителя», Почесною грамотою ЦВК, трудовою відзнакою «Ветеран рибного господарства», Почесною грамотою Кабінету Міністрів України та іншими державними відзнаками.
Структура наукових підрозділів Інституту сформована відповідно до завдань, поставлених перед установою та з метою комплексного виконання науково-дослідних робіт.

## Структура Інституту
Структура наукових підрозділів Інституту сформована відповідно до завдань, поставлених перед установою та з метою комплексного виконання науково-дослідних робіт.
Наукові підрозділи Інституту:
1. Відділ вивчення біоресурсів водосховищ;
2. Відділ селекції риб;
– Лабораторія біотехнологій в рибництві;
3. Відділ молекулярно-генетичних досліджень;
– Лабораторія молекулярно-генетичних досліджень;
– Лабораторя біоіндикації та біохімічних досліджень;
4. Відділ іхтіопатології;
5. Лабораторія менеджменту в рибництві;
6. Відділ кормів и годівлі риб;
7. Відділ міжнародного науково-технічного співробітництва та інтелектуальної власності;
8. Відділ ставового рибництва та екології гідробіонтів;
– Лабораторія екологічних досліджень;
– Лабораторія гідробіологіх та культивування цінних безхребетних;
– Лабораторія лососівництва та відтворення зникаючих видів риб:
– Сектор осетрівництва.
Мережа Інституту налічує чотири дослідні установи: ДП «Дослідне господарство «Нивка»» (Київ), ДП «Дослідне господарство Львівської дослідної станції Інституту рибного господарства» (Львівська обл.), Львівська дослідна станція (Львівська обл.), та Закарпатська науково-дослідна станція лососівництва та збереження рідкісних видів риб (Закарпатська обл.).

## Науково-дослідна діяльність
Науково-дослідна діяльність Інституту здійснюється у відповідності до науково-технічних програм Національної академії аграрних наук України [Архівовано 22 квітня 2016 у Wayback Machine.]. Крім того, значний обсяг наукових досліджень щорічно виконується на замовлення Державного агентства рибного господарства України [Архівовано 21 квітня 2016 у Wayback Machine.], Міністерства аграрної політики України [Архівовано 21 квітня 2016 у Wayback Machine.], інших міністерств і відомств, рибогосподарських організацій та підприємств, а також відповідно до міжнародних договорів та програмам.
Основними напрямами наукової діяльності  Інституту є:
- раціональне використання водних живих ресурсів внутрішніх водойм;
- координація роботи племінних господарств України;
- збереження генофонду і відновлення чисельності популяцій рідкісних і зникаючих видів риб;
- селекційно-племінна робота;
- біотехнології в рибництві;
- вивчення динаміки формування генетичної структури різнопорідних груп риб;
- екологія гідросистем внутрішніх водойм;
- профілактика, рання діагностика та лікування хвороб риб;
- розробка та удосконалення технологій з годівлі риб, створення та підбір рецептур кормів;
- супровід ведення фермерського рибництва;
- створення нормативних документів регламентуючих рибогосподарську діяльність на внутрішніх водоймах;
- підготовка кваліфікованих кадрів вищої категорії;
- аналіз економічної ефективності господарської діяльності рибницьких підприємств;
- налагодження контактів та співпраці по міжнародному науково-технічному співробітництву.

## Інтелектуальна власність
В Інституті проводять патентні дослідження – пошук, опрацювання, систематизацію та аналіз науково-технічної інформації.  Їх виконують для одержання вихідних даних для обґрунтованого вибору напряму дослідження, використання сучасних досягнень і виключення невиправданого дублювання робіт. За успішного завершення науково-дослідної роботи Інститут забезпечує набуття прав, пов'язаних з такими об'єктами інтелектуальної власності як винаходи, корисні моделі, промислові зразки, торговельні марки, об'єкти авторського права та суміжних прав тощо. Здійснюючи роботу з різних питань права інтелектуальної власності, фахівці Інституту рибного господарства накопичили достатній теоретичний потенціал та практичний досвід (отримано близько 100 охоронних документів), який дозволив їм посісти гідне місце в національній системі охорони та захисту прав інтелектуальної власності у сільськогосподарській галузі, зокрема у сфері аквакультури.

## Міжнародне співробітництво
Вчені Інституту рибного господарства Національної академії аграрних наук України співпрацюють з понад тридцятьма науковими установами 17 країн Європи, Азії і Америки. Основний напрям – об’єднання зусиль вчених на вирішенні проблем водних біоресурсів та аквакультури. З науковими установами Польщі, Угорщини, США, Російської Федерації, Білорусі розроблені програми стажування молодих вчених та освоєння нових методів і методик досліджень, селекції, молекулярно-генетичних та біохімічних досліджень.
З ініціативи Інституту в 1997 році була створена Міжнародна Рада науково-технічного співробітництва в галузі водних біоресурсів прісноводних водойм, до якої ввійшли 16 наукових установ Білорусі, Казахстану, Молдови, Російської Федерації, Польщі, Угорщини і України. Співробітництво проводиться на дво- і багатосторонній основі з селекції в рибництві, збереження і відтворенні цінних і зникаючих видів риб, розробки ресурсо-заощаджуючих технологій вирощування риби, рибогосподарської експлуатації водосховищ і водойм-охолоджувачів енергетичних систем, годівлі, профілактики захворювань риб тощо.
На базі Міжнародної ради в 2004 р. була створена мережа наукових установ Центральної і Східної Європи (NACEE) [Архівовано 15 вересня 2016 у Wayback Machine.],, основним завданням якої є координація науково-дослідних робіт з проблем водних біоресурсів і аквакультури в цьому регіоні. Інститут рибного господарства НААН є співвиконавцем за темами: селекція коропів, осетрівництво, збереження водних біоресурсів та інших. В теперішній час Інститут бере участь у проекті «Технологічна платформа розвитку аквакультури в Центральній та Східній Європі з можливістю подальшої інтеграції у спільний європейський науковий простір». Інститут також є членом Європейської асоціації аквакультури, з якою працює за пріоритетними напрямами наукових досліджень в галузі рибництва.

## Наукова бібліотека Інституту
Бібліотека Інституту є спеціалізованим науково-допоміжним підрозділом, який здійснює інформаційно-бібліографічний і бібліотечний супровід наукових досліджень Інституту. Вона має спеціалізований фонд наукової літератури з питань аквакультури, рибництва внутрішніх водойм, іхтіології, гідроекології, гідробіології, гідрохімії, загальної біології, зоології, гідротехніки, економіки рибництва та сільського господарства. Всебічному використанню бібліотечного фонду сприяє довідково-бібліографічний апарат, яких складається з каталогів і картотек. В картковому варіанті – алфавітний і систематичний каталоги; картотеки: звітів Інституту, періодичних видань, дисертацій, авторефератів, статей співробітників Інституту (частково). Електронний каталог, створений на базі системи IRBIS, постійно поповнюється. Фонд бібліотеки становить близько 50 000 примірників і містить всі види друкованих видань. Бібліотека надає інформаційні та бібліотечно-бібліографічні послуги науковцям, спеціалістам, аспірантам, студентам вищих навчальних закладів. Обслуговування читачів здійснюється через абонемент, в читальному залі, через МБА.

## Аспірантура та докторантура
Підготовка наукових кадрів в Інституті рибного господарства НААН здійснюється через аспірантуру. Навчання аспірантів, у відповідності до перереєстрації аспірантури Інституту Міністерством освіти і науки України (протокол від 28.02.03 №112), здійснюється за такими спеціальностями:
- 03.00.10 – іхтіологія (біологічні науки);
- 06.02.03 – рибництво (сільськогосподарські науки);
- 06.02.01 - розведення та селекція тварин (сільськогосподарські науки).

На 2016 рік в аспірантурі Інституту рибного господарства НААН навчається 17 аспірантів, в т.ч. 9 з відривом від виробництва та 3 здобувачі наукового ступеня кандидат наук. Наукове керівництво аспірантами та докторантами здійснюють: 1 академік НААН, 1 член-кореспондент НААН, 7 докторів наук, 11 кандидатів наук. Дисертації аспірантів Інституту відповідають напряму спеціалізованої вченої ради і спрямовані на розширення асортименту культивованих видів риб, збільшення обсягів виробництва високоякісної екологічно безпечної рибної продукції та раціональне використання біоресурсів внутрішніх водойм України.

## Журнал «Рибогосподарська наука України»
Інститут рибного господарства Національної академії аграрних наук України є засновником та видавцем наукового журналу «Рибогосподарська наука України» ISSN 2312-9581 (ONLINE), ISSN 2075-1508 (PRINT), DOI: 10.15407/fsu.  «Рибогосподарська наука України» входить до Переліку фахових видань України, в яких можуть публікуватися результати дисертаційних робіт на здобуття ступенів доктора і кандидата наук (біологічні та сільськогосподарські науки), затверджено 08.07.2009 р., переатестовано в 2014 році згідно з наказом Міністерства освіти і науки України № 1273 від 06.11.2014 р. Статті публікуються українською, російською чи англійською мовами. Періодичність виходу – 4 рази на рік. Журнал відкритий для вільного доступу головною науковою бібліотекою України – Національною бібліотекою України ім. В.І. Вернадського Національної Академії наук України (https://web.archive.org/web/20120815102459/http://www.nbuv.gov.ua/). Редакція журналу вважає пріоритетним напрямом розвитку його включення у міжнародні реферативні та наукометричні бази даних. На початок 2016 року він представлений в таких базах даних як: Directory of Open Access Journals (DOAJ) [Архівовано 5 травня 2016 у Wayback Machine.], DOI (The Digital Object Identifier) [Архівовано 19 лютого 2011 у Wayback Machine.] , Ulrich's Periodicals Directory, Open Academic Journals Index (OAJI) (http://oaji.net/ [Архівовано 14 квітня 2016 у Wayback Machine.]), ResearchBib (http://www.researchbib.com/ [Архівовано 23 квітня 2016 у Wayback Machine.]), Наукова електронна бібліотека eLIBRARY.RU, ROAD - каталог наукових ресурсів відкритого доступу [Архівовано 27 квітня 2016 у Wayback Machine.], має профіль у Google Scholar [Архівовано 14 квітня 2016 у Wayback Machine.] та «Українські Наукові Журнали» [Архівовано 5 квітня 2016 у Wayback Machine.].

## Форми діяльності
Науково-технічне забезпечення рибогосподарського комплексу інститут здійснює шляхом проведення виставок-ярмарків, реклами наукових розробок, участі в діяльності асоціацій, акціонерних товариств, використовуючи й інші форми та методи впровадження досягнень науки і передового досвіду. Інститут на комерційних засадах надає консультативно-методичну допомогу та інформаційні послуги, також виконує необхідні науково-дослідні роботи.

## Послуги
Дослідження, які проводять та можуть запропонувати до Ваших послуг підрозділи Інституту: 
- іхтіологічні;
- фізіолого-біохімічні;
- гідрохімічні;
- токсикологічні;
- гідробіологічні;
- іхтіопатологічні;
- мікробіологічні;
- вірусологічні;
- молекулярно-генетичні;
- цитогенетичні;
- гістологічні;
- патентні;
- маркетингові.

Джерела
- Офіційний сайт [Архівовано 18 січня 2022 у Wayback Machine.]
- Журнал "Рибогосподарська наука України" [Архівовано 28 квітня 2016 у Wayback Machine.]